# Кублашвили, Шота Викторович
Шота Викторович Кублашвили (1930 год, село Цхалцители, Ткибульский район, ССР Грузия) — забойщик шахты имени Ленина треста «Ткибулуголь», Грузинская ССР. Герой Социалистического Труда (1960). Депутат Верховного Совета Грузинской ССР 5-го созыва.

## Биография
Родился в 1930 году в крестьянской семье в селе Цхалцители Ткибульского района. С 1946 года — слесарь одного из предприятий треста «Ткибулуголь», с 1948 года — разнорабочий на шахте имени Ленина этого же треста. С 1952 по 1955 год проходил срочную службу в Советской армии, после которой возвратился на шахту имени Ленина, где трудился дробильщиком, забойщиком в бригаде Александра Семёновича Касрадзе. С 1955 года член КПСС.
В последующем возглавлял бригаду забойщиков, которая ежегодно показывала высокие трудовые результаты, выполняя плановые производственные задания на 115—120 %. Бригада под его руководством неоднократно занимала передовые места в социалистическом соревновании среди шахтёрских коллективов шахты имени Ленина. Соревновалась с бригадой Григория Догонадзе. В 1959 году бригада Шота Кублашвили поддержала всесоюзное социалистическое соревнование среди шахтёров, которое инициировал украинский шахтёр Николай Мамай из Ворошиловградской области. Указом Президиума Верховного Совета СССР от 28 мая 1960 года удостоен звания Героя Социалистического Труда за «выдающиеся производственные успехи и проявленную инициативу в организации соревнования за звание бригад и ударников коммунистического труда» с вручением ордена Ленина и золотой медали «Серп и Молот» (№ 9467).
Избирался депутатом Верховного Совета Грузинской ССР 5-го созыва (1959—1963).
Проживал в Ткибульском районе.